# Bomschuit (Maris)
Bomschuit is een schilderij van de Nederlandse kunstschilder Jacob Maris, geschilderd in 1878, olieverf op linnen, 124 × 105 centimeter groot. Het is een afbeelding van een vissersboot op het Scheveningse strand tegen de achtergrond van een dicht wolkendek, geschilderd in de stijl van de Haagse School. Het werk bevindt zich thans in de collectie van het Kunstmuseum Den Haag.

## Context
Bomschuiten waren goedkope vissersboten met een brede romp en een platte bodem, waardoor ze redelijk makkelijk op het strand getrokken konden worden. Scheveningen had tot 1904 geen eigen haven en de vissersbevolking maakte tot aan die tijd hoofdzakelijk gebruik van dit soort schepen voor de haringvangst. De boten op het strand en het vissersvolk dat er altijd omheen hing, vormden aan het einde van de negentiende eeuw een geliefd onderwerp onder de schilders van de Haagse School, meer in het bijzonder voor Hendrik Willem Mesdag, Jan Hendrik Weissenbruch en Jacob Maris. Visserstaferelen waren erg gewild op de toenmalige kunstmarkt, zowel in Nederland als in de Verenigde Staten. Veel schilderijen werden gemaakt in opdracht.
Van 1878 tot 1890 zou Maris minstens zestien schilderijen maken van een of meerdere bomschuiten op het strand. Het hier besproken werk is het eerste in die reeks. In 1885 zou hij nogmaals een vrijwel identieke, iets kleinere versie van een bomschuit schilderen, in een wat lichtere toonzetting, thans te zien in het Rijksmuseum Amsterdam. Beide werken kenmerken zich door een uitgebalanceerde compositie, waarbij het bijna vierkante formaat en de stemmige toon een lading creëren die doet denken aan het sobere en harde leven van de Noordzeevisser.
Met het verstrijken van de jaren zou het werk van Maris steeds schetsmatiger worden, gemaakt in snelle verfstreken, hetgeen critici wel verleidde om zijn werk "onaf" te noemen.

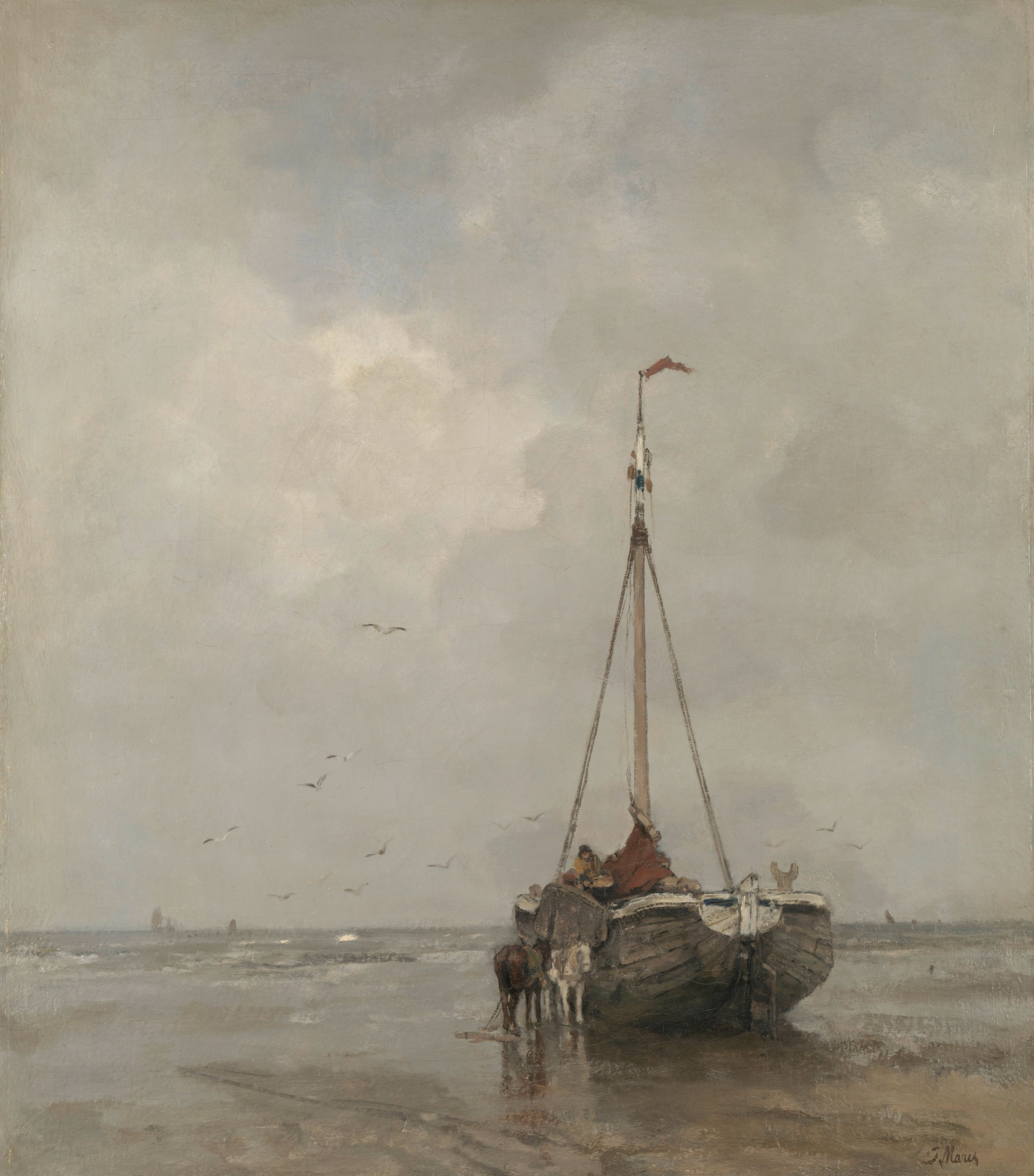
Bomschuit op het Scheveningse strand, versie uit 1885.

## Afbeelding
Bomschuit toont een plompe op het strand getrokken, afgemeerde vissersschuit tegen de achtergrond van een grote grijze, typisch Hollandse lucht. De branding ruist, het strand lijkt verwaaid, de wind is bijna voelbaar, een paar meeuwen scheren laag over het water. In subtiele, in elkaar overlopende parelgrijze tinten, creëert Maris daarbij een bijzonder lichteffect doorheen het dichte grauwe wolkendek. In alles ademt het schilderwerk ruimte.
De bomschuit zelf is opgebouwd in warme gradaties van donkere bruin- en grijstinten, met gedempte accenten in de blauwe wimpel en het rode zeil. Het glimmende water weerspiegelt in het natte strand. De schelpenvissers met de kar voegen een levendig element toe aan het werk en maken het verstrijken van de tijd als het ware zichtbaar.
De eenzame schuit ligt massief en onbeweeglijk op het strand. Het steven is gericht naar de ruisende zee. Maris toont echter geen "bevroren moment", zoals de impressionisten dat deden! maar eerder een oneindig uitgerekt moment! een situatie zoals die was en zoals die altijd zal blijven. "Tijd, plaats en naam verliezen hun betekenis" schrijft curator Hans Janssen van het Kunstmuseum Den Haag in een catalogus over de Haagse School: "De situatie van de bomschuit aan het strand wordt tot een toestand waarin de toeschouwer zich kan verliezen, een stemming. Het is een van de klassieke schilderijen van de Haagse School op haar hoogtepunt".